# Nádia Bento de Lima
Nádia Bento de Lima (Osasco, 30 luglio 1965) è un'ex cestista brasiliana.

## Carriera
Con il Brasile ha disputato i Giochi olimpici di Barcellona 1992, due edizioni dei Campionati mondiali (1986, 1990) e i Campionati americani del 1989.